# Некоммерческое партнёрство
Некоммерческое партнёрство (НП) — именуемое также иногда «Добровольной организацией», представляет собой группу лиц, вступивших в соглашение, как правило, в качестве добровольцев, для достижения своих целей. 
Типичными примерами являются профсоюзы, научные общества, профессиональные ассоциации и экологические группы .
Членство не обязательно является добровольным объединением: для того, чтобы определённые ассоциации функционировали правильно, они, возможно, должны быть обязательными или, по крайней мере, решительно поощрены, как это обычно происходит со многими профсоюзами в США.
Добровольные ассоциации могут быть и не зарегистрированы. Например, в США профсоюзы получили дополнительные полномочия путем объединения. В Великобритании термины «Добровольная ассоциация» или «Добровольная организация» охватывают каждый тип группы, от небольшой местной ассоциации до крупных ассоциаций (часто зарегистрированных благотворительных организаций) с оборотом в несколько миллионов фунтов стерлингов, которые осуществляют крупномасштабные бизнес-операции (часто обеспечивая некоторые вид государственной службы в качестве субподрядчиков для государственных ведомств или местных органов власти).

## Российская Федерация
В российском законодательстве некоммерческим партнёрством называется основанная на членстве некоммерческая организация, учрежденная гражданами и (или) юридическими лицами для содействия её членам в осуществлении деятельности, направленной на достижение социальных, благотворительных, культурных, образовательных, научных и управленческих целей.
Некоммерческое партнёрство может быть создано в целях охраны здоровья граждан, развития физической культуры и спорта, удовлетворения духовных и иных нематериальных потребностей граждан, защиты прав, законных интересов граждан и организаций, разрешения споров и конфликтов, оказания юридической помощи, а также в иных целях, направленных на достижение общественных благ.
Деятельность некоммерческих партнёрств в России регулируется статьёй 8 Федерального закона «О некоммерческих организациях».
С 2014 года некоммерческие партнерства не регистрируются. Действующие до изменения законодательства НП не ликвидируются, но при изменении устава должны быть реорганизованы в ассоциацию (союз). При этом, при согласии учредителей, в наименовании могут сохраняться слова «некоммерческое партнёрство».